# علم الدين البرزالي
علم الدين البِرْزَاليّ (665-739) هو علم الدين القاسم بن محمد بن يوسف بن زكي الدين محمد بن يوسف بن أبي يداس البرزالي الإشبيلي الشافعي الشيخ الإمام الحافظ المحدث المؤرخ.

## مولده وأسرته
ولد الحافظ علم الدين في دمشق سنة 665 من أسرة علمية جاءت من المغرب، وكانت أسرته قد نزلت إشبيلية، ثم رحلت إلى الشام، وأول من عرِف من هذه الأسرة هو الجد الأعلى لعلم الدين الإمام المفيد محدث الشام زكي الدين محمد بن يوسف بن أبي يداس، الذي سمع تاريخ مدينة دمشق في الربع الأول من القرن السابع على أبي محمد القاسم بن علي ابن عساكر، ولكن شهرة علم الدين البِرزالي غطت على من سبقه من علماء هذه الأسرة، وذاع صيته في حياته، وانتشر في الشرق والغرب.

## نشأته ورحلاته العلمية
حضر الحافظ علم الدين البرزالي مجالس السماع صغيراً، وجلس في شبابه مع الشهود، وكان حسن الخط، ثم رحل إلى حلب، وبعلبك، ومصر، ومكة والمدينة، وبلغ عدد شيوخه بالسماع أكثر من ألفي نفس، وبالإجازة أكثر من ألف جمعهم في معجم كبير.
ولي البرزالي دار الحديث الأشرفية في دمشق مقرئاً فيها، وقرأ بالظاهرية سنة 713هـ، وحضر المدارس، وتولى مشيخة دار الحديث النورِية، ومشيخة دار الحديث النفيسية، ووقف كتبه بدار الحديث السنية، وبدار الحديث القوصية ، كان الحافظ قوي الذاكرة، عارفاً بالرجال، ولا سيما شيوخ زمانه.

## مؤلفاته
1. المقتفي لتاريخ أبي شامة.
2. تاريخ البرزالي.

## وفاته
توفي الحافظ علم الدين البرزالي سنة 739، وتوفي وهو كان محرماً، وهو في طريقه لأداء فريضة الحج، فدفن بخليص بين مكة المكرمة والمدينة المنورة.